# ラピッド (駆逐艦・2代)
ラピッド (HMS Rapid, H32) はイギリス海軍の駆逐艦。R級。

## 艦歴
キャメル・レアード社で建造。1941年6月16日起工。1942年7月16日進水。1943年2月20日竣工。
就役後、フリータウンを拠点に、次いで南アフリカ水域で船団護衛や対潜任務に従事した。
それからインド洋で幾つかの作戦に参加した。参加した作戦には次のものがある。
- クリムズン作戦 - 1944年7月。サバン攻撃。
- バンケット作戦 - 1944年8月。スマトラ島パダン空襲。
- ライト作戦 - 1944年9月。スマトラ島シグリ空襲など。
- マタドール作戦 - 1945年1月。ラムリー島上陸作戦。
- サファイス作戦、トレイニング作戦 - 1945年2月。アンダマン海での船舶攻撃。

1945年3月19日、トランスポート作戦中のアンダマン諸島攻撃時に陸上からの砲撃で損傷。戦死11、負傷21。アキャブでの応急修理後、南アフリカのサイモンズタウンへ向かいそこで修理を受けた。
戦後15型フリゲートに改装される。1981年に標的として処分された。